# Айсай
Айса́й (яп. 愛西市, あいさいし, МФА: [ai̯sai̯ ɕi̥]?) — місто в Японії, в префектурі Айті. Розташоване в західній частині префектури, в нижній течії річок Кісо, Наґара, Тендзьо, у западині нижче рівня моря, на межі префектур Ґіфу та Міє.   Виникло на основі декількох середньовічних поселень, що перебували під контролем самурайського роду Йокой. Отримало статус міста 2005 року. Площа становить 66,63 км². Станом на 1 серпня 2011 року населення складало 64 666  осіб, густота населення — 971 осіб/км².  Основою економіки є сільське господарство, харчова промисловість, комерція.   

## Історія

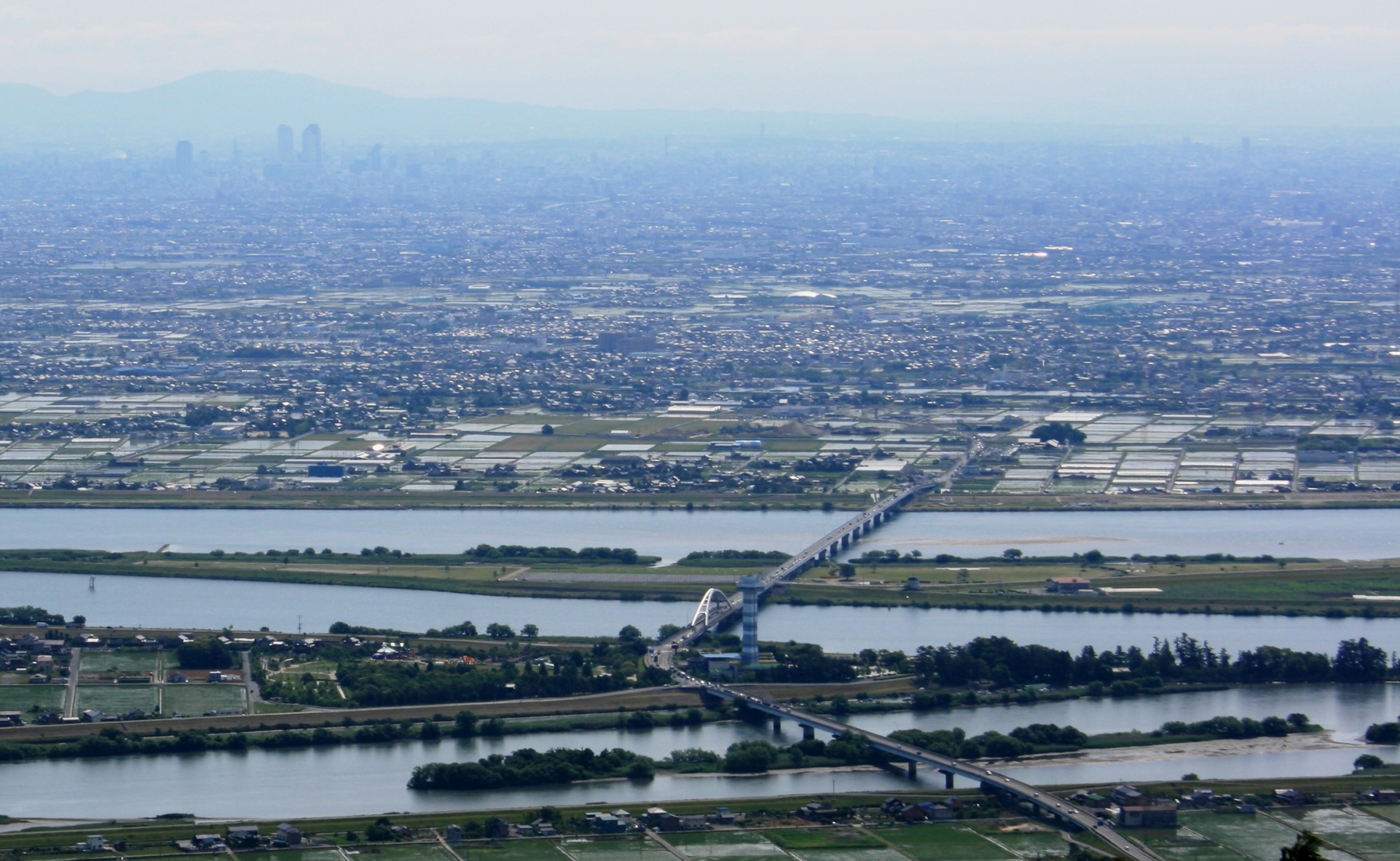
Вид на Айсай

Місто Айсай було 1 квітня 2005 року утворене шляхом злиття містечок Саорі й Сая, сіл Тацута та Хатікай.

## Населення
Чисельність населення міста, станом 1 лютого 2021, налічує на 60 914 осіб.

## Уродженці
- Като Такаакі — 24-й прем'єр-міністр Японії